# (36405) 2000 OB48
2000 OB48 (asteroide 36405) é um asteroide da cintura principal. Possui uma excentricidade de 0.14932190 e uma inclinação de 2.77870º.
Este asteroide foi descoberto no dia 31 de julho de 2000 por LINEAR em Socorro.